# KSR-III
El KSR-III es un cohete sonda surcoreano de una sola etapa y propulsado por oxígeno líquido y queroseno desarrollado a finales de los años 1990 y principios de los años 2000. Usa un motor desarrollado en Corea que en principio fue diseñado para ser utilizado en el KSR-I. KSR significa Korean Sounding Rocket.
Fue lanzado una única vez, el 28 de noviembre de 2002, desde la base de Anhueng en la costa occidental surcoreana. Fue utilizado como cohete de pruebas donde utilizar las tecnologías a usar en el desarrollo del lanzador orbital KSLV-I, como los sistemas de propulsión, guiado y control. Alcanzó una altura de 43 km y una velocidad de 902 m/segundos tras un tiempo de combustión de 53 segundos. Cayó al mar, a 85 km de la zona de lanzamiento, tras un tiempo total de vuelo de 231 segundos.

## El vuelo del 28 de noviembre de 2002
Aunque la misión era básicamente de prueba tecnológica de diferentes sistemas, el cohete también llevó una carga útil consistente en un radiómetro ultravioleta para la medición de ozono y dos magnetómetros, junto con otros sensores utilizados para mediciones relacionadas con el funcionamiento del cohete. Los datos obtenidos se enviaron en tiempo real por telemetría.

## Especificaciones (estimadas)
- Carga útil: 150 kg
- Apogeo: 80 km
- Empuje en despegue: 122 kN
- Masa total: 6000 kg
- Diámetro: 1 m
- Longitud total: 14 m